# Касьянов, Александр Владимирович
Алекса́ндр Влади́мирович Касья́нов (30 сентября 1983, Братск, Иркутская область) — российский бобслеист-пилот, обладатель кубка мира в четверках 2016/17, вице-чемпион кубка мира в комбинации 2016/17,  вице-чемпион кубка мира в четверках 2014/15, бронзовый призер кубка мира в комбинации 2014/15, двукратный призёр чемпионатов мира в смешанных командах, серебряный призёр чемпионата Европы в четверках. Обладатель бронзовой медали молодёжного чемпионата мира, победитель и призёр этапов Кубка мира и Европы, мастер спорта.

## Биография
Александр Касьянов родился 30 сентября 1983 года в городе Братске, Иркутская область. Первое время занимался санным спортом, но не добился в этой дисциплине сколько-нибудь значимых результатов, поэтому в 2006 году решил попробовать себя в бобслее, спустя некоторое время прошёл отбор в национальную команду и присоединился к ней в качестве пилота. Долгое время соревновался на молодёжном уровне, например, в 2008 году завоевал бронзу на чемпионате мира среди юниоров, а шанс закрепиться во взрослой сборной получил в январе 2009 года, когда на этапе Кубка мира в немецком Кёнигсзее вышел на трассу вместо травмировавшегося Евгения Попова. Тем не менее, занял он там лишь двадцатое место.
В 2010 году в команде вновь возникла проблема с рулевыми, поскольку Попов карьеру завершил, а Дмитрий Абрамович получил травму, в связи с чем у Касьянова появилась ещё одна возможность проявить себя. С тех пор он надёжно обосновался в числе основных пилотов сборной, на этапах Кубка мира практически всегда попадал в десятку лучших, лидер команды Александр Зубков назвал его будущим российского бобслея.
В 2014 году на Олимпийских играх в Сочи занял 4 место в двойках и четвёрках. До бронзовой медали не хватило всего 0.03 секунды в обеих дисциплинах.

## Дисквалификация
29 ноября 2017 года решением Международного олимпийского комитета за нарушение антидопинговых правил аннулированы результаты полученные на Олимпийских игр 2014 года в Сочи и пожизненно отстранен от участия в Олимпийских играх.  